# 사쿠라다 준코
사쿠라다 준코(일본어: 桜田淳子, 1958년 4월 14일 ~ )는 일본의 가수이자 배우이다.

## 생애

### 데뷔 초
1958년 4월 14일 일본 아키타현 아키타시에서 태어났다. 1972년 인기 오디션 프로그램이었던 니혼 테레비의『스타 탄생!(スター誕生!)』에서 당시 경쟁했던 야마구치 모모에를 꺾고 우승을 차지하였다. 1973년 2월 25일 첫 싱글「천사도 꿈꾼다 (天使も夢みる)」을 내며 데뷔했다.
같은 해 8월 25일 발매한 3번째 싱글「나의 파랑새 (わたしの青い鳥)」가 히트하며 여러 시상식에서 신인상을 차지했다. 이듬해 12월 5일 발표한「첫 사건 (はじめての出来事)」으로는 생애 처음이자 마지막으로 오리콘 차트에서 1위를 기록하기도 했다. 당시 동갑이었던 야마구치 모모에, 모리 마사코와 함께「꽃의 중3 트리오 (花の中3トリオ)」라고 불리며 인기를 끌었다. 데뷔 3년차였던 1975년에는 오리콘 싱글 레코드 연간 매출, 브로마이드 매상 등에서 1위를 차지하기도 하는 등 명실공히 1970년대를 대표하는 아이돌 가수 중 한명이었다.
또한 배우로서도 소질이 있어, 데뷔 직후부터 가수와 연기를 병행하다 1983년 9월 5일 38번째 싱글이자 마지막 싱글인「눈썹 달밤 (眉月夜)」을 끝으로는 완전히 배우로 전향했다.

### 통일교 사건
배우로 전향한 뒤에도 여러 영화나 드라마에 출연하며 활약했으나, 돌연 1992년 6월 30일 기자회견을 열고 자신이 통일교에 가입해 있음을 밝히며, 2달 뒤 서울에서 있을 통일교 합동 결혼식에 참가하는 것을 밝혔다. 그리고 2달 후, 서울 잠실 종합운동장에서 열린 합동 결혼식에서 생면부지의 남편과 결혼하며 연예계에서 은퇴했다. 본인이 공식적으로 은퇴 의사를 밝힌 것은 아니지만 1993년 개봉된 영화「이사 (お引越し)」를 끝으로 어떠한 연예 활동도 없어 사실상 은퇴 상태이다.
결혼 이후 3명의 자녀 (장남, 장녀, 차녀)를 두었다.

### 근황
2006년 11월 24일, 14년의 침묵을 깨고 에세이「アイスル ジュンバン」을 출간했다. 책에서는 자신의 근황과, 어머니로서의 생활 등을 유머를 섞어가며 쓰고 있다.
그 외에도 가끔씩 잡지사의 인터뷰에 응한다던가, 베스트 앨범집을 내는 방식으로 근황을 알리고 있다. 가끔씩 통일교 관련 행사가 있는 날이면, 통일교 무대에서 노래를 부르기도 한다. 현재는 도쿄도 어딘가에서 살고 있다고 한다.
2012년 9월 3일 통일교 문선명 총재가 사망하면서, 그녀의 복귀설이 고개를 들고 있다.

## 대표곡
- 天使も夢みる (천사도 꿈꾼다, 1973년)
- 三色すみれ (삼색 제비꽃, 1974년)
- 黄色いリボン (노란 리본, 1974년)
- はじめての出来事 (첫 사건, 1974년)
- ひとり歩き (홀로 걸음, 1975년)
- 十七の夏 (17세의 여름, 1975년)
- 夏にご用心 (여름에 조심, 1976년)
- 気まぐれヴィーナス (변덕쟁이 비너스, 1977년)
- リップスティック (립스틱, 1978년)
- 化粧 (화장, 1981년)
- 眉月夜 (눈썹 달밤, 1983년)

## 기타
- 지인의 말로는 한국어를 공부하고 있으며, 한국에 주거까지 마련해놓았다고 한다.

## 같이 보기
- 가요쿄쿠